# Den kulsorte protokol
Den kulsorte protokol med den engelsk titel The black reckoning, er det tredje og sidste bind i trilogien "Bøger fra begyndelsen" af John Stephens.

## Handling
Bogen handler om de tre søskende Kate, Michael og Emma, som leder efter Protokollen, Dødens bog, som Emma skal lære at beherske, før at deres fjende Magus gør det. Ved hjælp af deres venner Dr. Pym, Gabriel, Kong Robbie McLaur, elveren Wilamena, Dr. Hugo Algernon og mange flere, vil de bekæmpe Magus' og hans monstre Morum cadierne/rædselsvækkerne, bæsterne, gnomerne og Magus' andre tilhængere. Men andet er under opsejling, det stof verden er vævet af er ved at falde fra hinanden, og det kan kun forhindres hvis bøgerne bliver tilintetgjort.